# تپه خیرویس
تپه خیرویس مربوط به دوران‌های تاریخی پس از اسلام است و در شهرستان قروه، بخش چهاردولی، روستای صندوق آباد واقع شده و این اثر در تاریخ ۲۵ اسفند ۱۳۷۹ با شمارهٔ ثبت ۳۵۹۹ به‌عنوان یکی از آثار ملی ایران به ثبت رسیده است.